# Коджаска
Коджаска (рум. Cogeasca) — село у повіті Ясси в Румунії. Входить до складу комуни Лецкань.
Село розташоване на відстані 319 км на північ від Бухареста, 15 км на захід від Ясс.

## Населення
За даними перепису населення 2002 року у селі проживали 1927 осіб, усі — румуни. Усі жителі села рідною мовою назвали румунську.